# Голембиевская, Татьяна Николаевна
Татьяна Николаевна Голембиевская (укр. Голембієвська Тетяна Миколаївна; 7 сентября 1936, Киев — 9 февраля 2018, Киев) — советская и украинская художница, живописец, педагог. Профессор Национальной академии изобразительного искусства и архитектуры. Действительный член (академик) Национальной академии искусств Украины (1997). Народный художник УССР (1986). Член Национального союза художников Украины (1962). Действительный член Петровской академии наук и искусств (1997), член-корреспондент Российской академии художеств (1988). Участница международных и национальных выставок.

## Биография
Родилась 7 сентября 1936 года в Киеве в семье художников Николая Молоштанова и Ангелины Голембиевской.
Окончила Киевский государственный художественный институт. Её педагогами были Костецкий, Трохименко, Григорьев. В 1965 году прошла обучение в творческих мастерских Академии художеств СССР.
В 1968 году начала преподавать в Киевском государственном художественном институте, в 1984 году получила звание профессора. С 1998 года — руководитель группы аспирантов-стажёров станковой живописи Национальной академии изобразительного искусства.
Умерла 9 февраля 2018 года в Киеве на 82 году жизни.

## Творчество
Голембиевская — тонкий колорист, который добивается сильного звучания цвета, сохраняя при этом его материальность. Пейзажи художницы, на первый взгляд, несколько приглушены, неяркие, но именно поэтому они реальны и жизненны. Пастельные краски добавляют интимности звучания картинам «Болгария. Старый Пловдив» (1967), «Болгария. Улочка в Созополе» (1967), «Болгария. Дом рыбака» (1967). Благодаря особому чутью, романтической настроенности автора, простые сюжеты пейзажей пробуждают у зрителя прекрасные воспоминания и лирическое настроение.
Карпатские пейзажи Татьяны Николаевны наполнены любовью к родному краю и к украинской природе. Одним из увлечений художницы является портерная живопись, где в полной мере выявляется мастерство и чувственное восприятие человеческой сути. Голембиевскую считают одной из родоначальников украинского импрессионизма.
Тонко чувствуя цветовую гамму, широкими мазками кисти создаёт художница натюрморты, которые буяют цветами и солнцем, яркостью летнего дня. «Розы на окне» (1968) — прекрасный пример понимания автором неразрывного единства вещей и природы, света и окружающего пространства. Богатства цветов, яркость розового на приглушенном фоне доносят до зрителя и летнюю жару, и свежесть только что сорванных роз.